# Чемпионат Кировоградской области по футболу
Чемпионат Кировоградской области по футболу — областное соревнование украинского футбола среди любительских команд. Проводится под эгидой Кировоградской областной ассоциации футбола.

## Все победители
| Год          | Победитель                                       | 2 место                                          | 3 место                                  |
| ------------ | ------------------------------------------------ | ------------------------------------------------ | ---------------------------------------- |
| 1990         | «Полиграфтехника» Александрия                    |                                                  |                                          |
| 1991         |                                                  |                                                  |                                          |
| 1992         | «Красная звезда» Кировоград                      | «Металлург» Светловодск                          | «Заря» Гайворон                          |
| 1993 (весна) | «Красная звезда» Кировоград                      | «Гидросила» Кировоград                           | «Локомотив» Знаменка                     |
| 1993—94      | «Локомотив» Знаменка                             | «Новатор» Бобринец                               | «Кооператор» Новомиргород                |
| 1994—95      | «Кооператор» Новомиргород                        | «Буревесник-Эльбрус» Кировоград                  | «Локомотив» Знаменка                     |
| 1995—96      | «Локомотив» Знаменка                             | «Ингул-Водоканал» Кировоград                     | «Буревесник-Эльбрус» Кировоград          |
| 1996—97      | «Буревесник-Эльбрус» Кировоград                  | «Икар-МАКБО 94» Кировоград                       | «Локомотив» Знаменка                     |
| 1997—98      | «Буревесник-Эльбрус» Кировоград                  | «Икар-МАКБО 94» Кировоград                       | «Геркулес» Новоукраинка                  |
| 1998—99      | «Юлия-Новатор» Бобринец                          | «Икар-МАКБО 94» Кировоград                       | «Конан» Кировоград                       |
| 1999 (осень) | «Полиграфтехника-2» Александрия                  | «Артемида» Кировоград                            | «Юлия-Новатор» Бобринец                  |
| 2000         | «Артемида» Кировоград                            | «Икар-МАКБО 94» Кировоград                       | «Птако» Кировоград                       |
| 2001         | «Икар-МАКБО 94» Кировоград                       | «Птако» Кировоград                               | «Геркулес» Новоукраинка                  |
| 2002         | «Икар-МАКБО» Кировоград                          | «Птако» Кировоград                               | «Геркулес» Новоукраинка                  |
| 2003         | «Икар-МАКБО» Кировоград                          | «Птако» Кировоград                               | «Зоря» Гайворон                          |
| 2004         | «Икар-МАКБО» Кировоград «Новатор» Бобринец       | «Зоря» Гайворон                                  | «Птако-Ятрань» Кировоград                |
| 2005         | «Заря» Гайворон                                  | «Птако-Ятрань» Кировоград                        | «Новатор» Бобринец                       |
| 2006         | ФК «Знаменка» Знаменка                           | «Сокол» Соколовское                              | ФК «Долинская»                           |
| 2007         | «Александрия-Аметист» Александрия                | «Заря» Гайворон                                  | ФК ПСП «Степ» Долинская                  |
| 2008         | «Александрия-Аметист» Александрия                | «Заря» Гайворон                                  | «УкрАгроКом» Головковка                  |
| 2009         | «Заря» Гайворон                                  | «УкрАгроКом» Головковка                          | «Аметист» Александрия                    |
| 2010         | «УкрАгроКом» Головковка                          | «Локомотив-Хлебодар» Знаменка                    | «Олимпик» Кировоград                     |
| 2011         | «Локомотив-Хлебодар» Знаменка                    | «Ятрань» Кировоград                              | «Вентура плюс» Новомиргород              |
| 2012         | «Буревестник» Петрово (Знаменский район)         | «Вентура плюс» Новомиргород                      | «Локомотив-Хлебодар» Знаменка            |
| 2013         | «Буревестник» Петрово (Знаменский район)         | «АФ Пятихатская» Владимировка (Петровский район) | «Вентура плюс» Новомиргород              |
| 2014         | «АФ Пятихатская» Владимировка (Петровский район) | «Буревестник» Петрово (Знаменский район)         | «Вентура плюс» Новомиргород              |
| 2015         | «Ингулец-2» Петрово (Петровский район)           | ФК «Головковка»                                  | «Буревестник» Петрово (Знаменский район) |
| 2016         | «Новая Полиция» Кропивницкий                     | «Ингулец-3» Петрово (Петровский район)           | ФК «Головковка»                          |
| 2017         | «Ольшанка»                                       | «Шляховик» Александрия                           | ФК «Новоукраинка»                        |
| 2018         | «УкрАгроКом» (Александрийский р-н)               | «Технополь» Кропивницкий                         | ФК «Новоукраинка»                        |
| 2019         | «Звезда» (Кропивницкий)                          | «Шляховик» Александрия                           | ФК «Новоукраинка»                        |
| 2020         | «Локомотив» Помошная                             | «Ингул-Агро-Ленд» Берёзовка                      | ФК «Новоукраинка»                        |
| 2021         | «Ингул-Агро-Ленд» Берёзовка                      | «Ингул» Первозвановка                            | «Агротех» Тишковка                       |